# Parepimeria irregularis
Parepimeria irregularis is een vlokreeftensoort uit de familie van de Amathillopsidae. De wetenschappelijke naam van de soort is voor het eerst geldig gepubliceerd in 1931 door Schellenberg.